# Maragondon
Maragondon é um município de  terceira classe de renda municipal (d) na província Cavite, nas Filipinas. De acordo com o censo de 1 de maio  de  2020 possui uma população de 40 687 pessoas e 9 770 domicílios.